# 考得牧國家公園

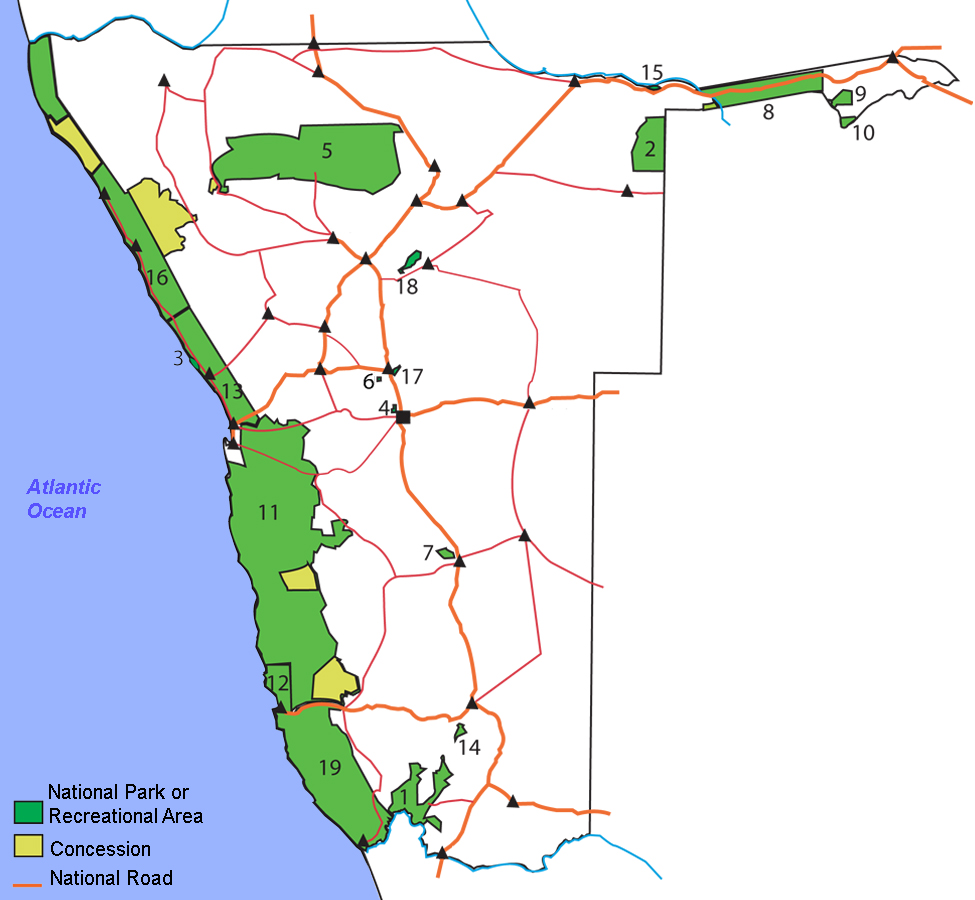

18°50′S 20°50′E / 18.833°S 20.833°E
考得牧國家公園（英語：Khaudum National Park），是納米比亞的國家公園，位於該國東北部，處於喀拉哈里沙漠，成立於1989年，面積4,000平方公里，每年平均降雨量550毫米。